# Doris Woods
Doris Woods (* 1. August 1902 in Plaistow, London; † 13. September 1956 in Caterham, Surrey) war eine britische Turnerin.

## Erfolge
Doris Woods nahm 1928 an den Olympischen Spielen in Amsterdam teil und gehörte bei diesen zur britischen Turnriege im Mannschaftsmehrkampf, bei dem insgesamt fünf Mannschaften antraten. Den Wettkampf schlossen die Britinnen mit 258,25 Punkten auf dem dritten Platz ab, hinter den siegreichen Niederländerinnen, die mit 316,75 Punkten Olympiasiegerinnen wurden, und den mit 289 Punkten zweitplatzierten Italienerinnen. Dahinter folgten die Mannschaften Ungarns und Frankreich. Woods erhielt somit zusammen mit Annie Broadbent, Lucy Desmond, Margaret Hartley, Amy Jagger, Queenie Judd, Jessie Kite, Midge Moreman, Carrie Pickles, Ethel Seymour, Ada Smith und Hilda Smith die Bronzemedaille.
Sie war Mitglied des Northampton Polytechnic Institute Women’s Gymnastics Clubs, wo sie ebenso wie ihre olympischen Mannschaftskolleginnen Ethel Seymour, Jessie Kite, Lucy Desmond, Midge Moreman und Queenie Judd unter Rudolf „Obie“ Oberholzer trainierte.